# (36766) 2000 RN91
2000 RN91 (asteroide 36766) é um asteroide da cintura principal. Possui uma excentricidade de 0.11957600 e uma inclinação de 3.53508º.
Este asteroide foi descoberto no dia 3 de setembro de 2000 por LINEAR em Socorro.